# Njongonkulu Ndungane

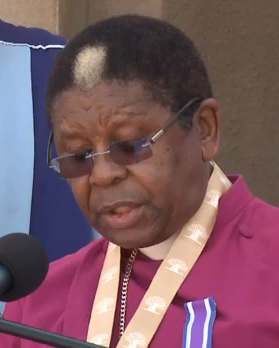
Njongonkulu Ndungane

Njongonkulu Winston Hugh Ndungane (* 2. April 1941 in Kokstad) ist ein südafrikanischer Theologe, von 1996 bis 2007 als Erzbischof von Kapstadt und Primas der anglikanischen Church of Southern Africa tätig und damit der Nachfolger von Desmond Tutu.

## Leben
Ein Studium an der Lovedale High School schloss er 1958 ab. Im Jahr 1960 formte die Beteiligung an der Anti-Pass-Demonstration seine politische Haltung zum Apartheidssystem in Südafrika. Für sein frühes Engagement musste er von August 1963 bis August 1966 eine dreijährige Haft als politischer Gefangener auf Robben Island verbüßen. Während dieser Zeit entschied er sich für eine Tätigkeit im Dienst der Kirche. Er wurde 1974 in der Diözese von Kapstadt zum Priester geweiht.
Von Januar 1985 bis Dezember 1986 führte Ndungane das Theological St. Bede’s College in Umtata als Principal.
Im Jahr 1991 empfing er die Bischofsweihe. Von 1991 bis 1996 wirkte Ndungane als Bischof von Kimberley und Kuruman. Danach, im September 1996, übernahm er das Amt des Erzbischofs von Kapstadt. Seit 2007 ist Ndungane für das Historic Schools Restoration Project tätig. Sein Nachfolger als Erzbischof und Primas ist Thabo Makgoba.

## Ehrungen
- 2008 Grand Counsellor of the Order of the Baobab

Verleihungen der Ehrendoktorwürde:
- Doctor of Divinity (D.D.), Rhodes University, Grahamstown
- Doctor of Divinity (D.D.), Protestant Episcopal Seminary, Virginia
- Doctor of Divinity (D.D.), Episcopal Divinity School, Cambridge, Massachusetts
- Doctor of Humane Letters (D.H.L.) Worcester State College, Worcester, Massachusetts
- Hon.DUniv; University of Cape Town
- Hon.DUniv; Universiteit van Stellenbosch
- Hon.DUniv; University of KwaZulu-Natal